# Aeroportul Eirunepé
Aeroportul Eirunepé (IATA: ERN, ICAO: SWEI) este un aeroport din Amazonas, Brazilia ce deservește zona Eirunepé. Aeroportul a fost tranzitat în 2022 de 6.804 pasageri. A fost numit după zona deservită.
Situat la o altitudine de 122 m, aeroportul dispune de 1 pistă.

## Infrastructură

### Piste
Aeroportul dispune de o singură pistă. Pista 16/34 are suprafața de asfalt și dimensiunile 1.600 m × 30 m. 